# Узбекистан на Светском првенству у атлетици у дворани 2014.
Узбекистан је учествовао на Светском првенству у атлетици у дворани 2014. одржаном у Сопоту од 7. до 9. марта. У свом једанаестом учешћу на Светским првенствима у дворани до данас, репрезентацију Узбекистана представљале су две атлетичарке које су се такмичиле у скоку увис.,
На овом првенству такмичарке Узбекистана нису освојиле ниједну медаљу нити су оствариле неки резултат.

## Учесници
Жене:
- Светлана Раџвил — Скок увис
- Надија Душанова — Скок увис

## Резултати

### Жене
| Атлетичарка     | Дисциплина | Лични рекорд | Квалификације | Квалификације | Полуфинале | Полуфинале | Финале                | Финале  | Детаљи |
| Атлетичарка     | Дисциплина | Лични рекорд | Резултат      | Место         | Резултат   | Место      | Резултат              | Место   | Детаљи |
| --------------- | ---------- | ------------ | ------------- | ------------- | ---------- | ---------- | --------------------- | ------- | ------ |
| Светлана Раџвил | Скок увис  | 1,96 НР      | 1,88          | 14            |            |            | Нису се квалификовале | 14 / 17 |        |
| Надија Душанова | Скок увис  | 1,96 НР      | 1,84          | 17            | 17 / 17    |            | Нису се квалификовале |         |        |